# 大竹林街道
大竹林街道，是中华人民共和国重庆市渝北区下辖的一个乡镇级行政单位。

## 行政区划
大竹林街道下辖以下地区：
凤栖沱社区、水竹苑社区、金竹苑社区、银竹苑社区和康庄美地一社区。

## 交通
- 大竹林站